# راجر کراس
راجر کراس (به انگلیسی: Roger Cross) (زاده ۱۹ اکتبر ۱۹۶۹) بازیگر کانادایی است.
او بیشتر فیلم‌هایش را در کانادا بازی کرده و به خاطر بازی در نقش کرتیس مانینگ در سریال ۲۴ و بازی در مجموعه تلویزیونی موج اول و انگیزه مشهور شده‌است. او همچنین در فیلم‌های جویندگان طلا و دیوانه پول بازی کرده‌است.